# Historia de la organización territorial de Albania
Albania ha visto modificada su organización territorial a lo largo de su existencia en diversas ocasiones. Como país, obtuvo su independencia de Turquía el 28 de noviembre de 1912, y por aquel entonces se formó con las regiones de Scutari, Monastir y Yanina. Posteriormente en 1923, Albania amplió su territorio adquiriendo una parte del sur de Grecia.

## 1912 a 1924
Tras la proclamación de la independencia de Albania del Imperio otomano, el primer gobierno albanés dirigido por Ismail Qemali aceptó la organización administrativa sancionada el 22 de noviembre de 1913, según el cual el país se dividió en tres niveles principales. En el primer nivel, el territorio se dividió en 8 prefecturas (Durrës; Berat; Dibër; Elbasan; Gjirokastër; Korcë; Shkodër y Vlorë) gobernados por un prefecto. La segunda y tercera división administrativa fueron las subprefecturas y provincias.

## 1925 a 1945
Entre 1925 y 1945, el territorio albanés se reorganizó en varias divisiones. De acuerdo con la "Ley Orgánica Municipal" adoptada en 1921 y posteriormente, con el "Código Civil" adoptado en febrero de 1928, la división administrativa fue:
- Municipio (albanés: bashki): entró en funcionamiento después de 1928. Fue principalmente un elemento utilizado en asentamientos de zonas urbanas o ciudades. Fueron gobernados por el alcalde y el consejo municipal elegidos por los ciudadanos cada tres años.

- Pueblo (albanés: fshat): el pueblo era la unidad inicial de la administración local. Las aldeas estaban gobernadas por el jefe de la aldea que era elegido por la población rural donde gobernaba.

- Comuna (albanés: komuná): las comunas también se puso en funcionamiento después de 1928 (antes de 1928 se llamaban provincias (krahin)). Incluían varios pueblos sobre la base de la tradición y las relaciones sociales, la facilidad de comunicación, la posibilidad de realizar las necesidades de los residentes, etc. El centro comunal era el pueblo donde había instalaciones para trasladar a los habitantes o los bienes de todos los pueblos que formaban parte de la comuna.

- Subprefectura (albanés: nënprefekturë): fue el tercer nivel del gobierno local, dirigido por el subprefecto, que era designado por el prefecto. Las funciones de la subprefectura consistían en la organización del orden, los servicios de estado civil, etc.

- Prefectura (albanés: prefekturá): era la unidad más grande del gobierno local. La prefectura y la subfecutura sólo ejercidos funciones ejecutivas.[1][2]

Hacia 1925, Albania tenía las siguientes 10 prefecturas, más tarde subdivididas en 57 distritos. Dibër fue renombrada más tarde como Peshkopi, y Kukës cambió a Kosovo.
| Prefectura  | Área (km²) | Capital     |
| Berat       | 3 666      | Berat       |
| Peshkopijë  | 2 151      | Dibër       |
| Durrës      | 1 550      | Durrës      |
| Elbasan     | 3 539      | Elbasan     |
| Gjirokastër | 4 125      | Gjirokastër |
| Korçë       | 3 750      | Korçë       |
| Kukës       | 2 038      | Kukës       |
| Shkodër     | 5 560      | Shkodër     |
| Tirana      | 911        | Tirana      |
| Vlorë       | 1 148      | Vlorë       |

En 1927 Albania tenía 10 prefecturas, 39 subfecturas y 69 provincias con 2351 aldeas.
En 1934 había 10 prefecturas, 30 subfecturas, 160 comunas con 2351 aldeas.
En 1940 había 10 prefecturas, 30 subfecturas, 23 municipios, 136 comunas y 2551 aldeas.

## 1945 a 1992
Después del final de la Segunda Guerra Mundial, a mediados de 1946, Albania continuó con la división administrativa existente con 10 prefecturas (prefekturá) y 61 subprefecturas, pero fueron abolidos los elementos de comuna (komuná) y municipio (bashki).
En septiembre de 1945, se llevó a cabo un censo de población. Por la ley N° 284 del 22 de agosto de 1946, se aprobó la nueva división administrativa, que se mantuvo como el nivel de primera división de 10 prefecturas y se redujo el número de subprefecturas en 39 unidades, introduciendo un nuevo elemento: la localidad (lokalitet), pero no muy extendido. En 1947, la localidad ganó un uso extensivo dividiendo el país en 10 prefecturas, 2 subdivisiones llamadas distritos (rrethe), y más en localidades, pueblos y villas.
Por ley N° 1707 de 1953 se reformó la división administrativa, donde se crearon 10 condados (qark) como la unidad administrativa más grande, divididos en 49 distritos y 30 localidades.
En julio de 1958, el condado fue abolido, dividiendo el país en 26 distritos. La ciudad de Tirana mantuvo el nivel del distrito. Según esta división, había 26 distritos, 203 localidades, 2655 aldeas, 39 ciudades y algunas de ellas tenían barrios como la unidad administrativa más pequeña.
Después de 1967 se introdujo una nueva subdivisión llamada aldeas unidas (fshat i bashkuar). En 1968 había 26 distritos, 437 aldeas unidas, 2641 aldeas, 65 ciudades y 178 barrios urbanos. Esta división administrativa se conservó hasta finales de la década de 1980, con algunos cambios menores. En 1990 había 26 distritos, 539 aldeas unidas, 2848 aldeas, 67 ciudades, 306 barrios urbanos. La ciudad de Tirana constaba de tres regiones, que incluían varios barrios.
En 1978 Ersekë cambió su nombre a Kolonjë.
En junio de 1991 se produjo el último de los grandes cambios, ya que aparecieron diez nuevos distritos: el distrito de Bulqizë se separó del de Dibër; el distrito de Delvinë se separó del de Sarandë; el distrito de Devoll se separó del de Korçë; el distrito de Has se separó del de Kukës; el distrito de Kavajë se separó del de Durrës; el distrito de Kuçovë se separó del de Berat; el distrito de Kurbin se separó del de Krujë; el distrito de Malësi e Madhe se separó del de Shkodër; el distrito de Mallakastër se separó del de Fier; el distrito de Peqin se separó del de Elbasan. El estándar FIPS, que anteriormente listaba el distrito y el municipio de Tirana como entidades separadas, las unió en una sola.
| Mapa de los distritos de Albania entre 1959 y 1991. | Mapa de los distritos de Albania entre 1991 y 2014. | 1. Distrito de Berat 2. Distrito de Bulqizë 3. Distrito de Delvinë 4. Distrito de Devoll 5. Distrito de Dibër 6. Distrito de Durrës 7. Distrito de Elbasan 8. Distrito de Fier 9. Distrito de Gjirokastër 10. Distrito de Gramsh 11. Distrito de Has 12. Distrito de Kavajë 13. Distrito de Kolonjë 14. Distrito de Korçë 15. Distrito de Krujë 16. Distrito de Kuçovë 17. Distrito de Kukës 18. Distrito de Kurbin | 1. Distrito de Lezhë 2. Distrito de Librazhd 3. Distrito de Lushnjë 4. Distrito de Malësi e Madhe 5. Distrito de Mallakastër 6. Distrito de Mat 7. Distrito de Mirditë 8. Distrito de Peqin 9. Distrito de Përmet 10. Distrito de Pogradec 11. Distrito de Pukë 12. Distrito de Sarandë 13. Distrito de Shkodër 14. Distrito de Skrapar 15. Distrito de Tepelenë 16. Distrito de Tirana 17. Distrito de Tropojë 18. Distrito de Vlorë |